# GranTeatro
Il GranTeatro è stato un teatro di Roma.

## Storia
Costruito nel 2002 per permettere il debutto dello spettacolo musicale, prodotto da David Zard, Notre Dame de Paris, è ospitato all'interno di una tensostruttura molto capiente: la programmazione del teatro è solitamente incentrata su grandi produzioni, come le nuove opere musicali o spettacoli con grandi numeri di cast artistico e tecnico. Dal 2007 al 2016 la direzione artistica è passata a Gigi Proietti.
Nel 2011 si trasferisce da Tor di Quinto a piazza Sandro Ciotti a Saxa Rubra, in zona Grottarossa. All'interno del teatro si sono svolti molti concerti e spettacoli, tra i quali quelli di: Notre Dame de Paris, Fiorella Mannoia, Emma, Massimo Ranieri, Elisa, Alessandra Amoroso, Luciano Ligabue, Lucio Dalla, Francesco De Gregori, Gigi D'Alessio, Mario Biondi, I soliti idioti, Enrico Brignano, Maurizio Crozza, Giorgio Panariello, Aldo, Giovanni e Giacomo, i comici del Colorado Tour, Biagio Izzo e molti altri.

L'8 gennaio 2016 è stata annunciata una sospensione temporanea della programmazione a seguito della contestazione da parte del Comune di Roma della mancanza di autorizzazioni per l'occupazione dell'area, di proprietà del Comune. L'amministrazione dell'azienda Grandi Teatri Srl avrebbe rivelato per tramite del suo amministratore Giuseppe Viggiano che la vera contestazione mossa al teatro è stata di natura economica:
«Il Municipio XV [...] ci ha intimato il pagamento di una indennità di occupazione di suolo pubblico su parametri palesemente errati e già formalmente contestati. A causa di queste divergenze, che comporterebbero un pagamento decuplicato della tassazione prevista, non ci viene rilasciata l’occupazione di suolo pubblico e, pertanto, l’ufficio spettacoli del Comune di Roma, malgrado le nostre reiterate istanze, non ha potuto emettere l’autorizzazione per lo svolgimento dei pubblici spettacoli.»
Il 12 agosto 2016 il Gran Teatro è stato definitivamente chiuso.

## Direzione artistica del GranTeatro
- David Zard (2002 - 2016)
- Gigi Proietti (2007 - 2016)